# Artiom Maltsev
Pour les articles homonymes, voir Maltsev.
Artiom Igorevitch Maltsev (en russe : Артём Игоревич Мальцев) est un fondeur russe, né le 6 mai 1993 à Nijni Novgorod. Il obtient son premier podium individuel en Coupe du monde lors de la saison 2020-2021, où il gagne aussi une médaille d'argent en relais aux Mondiaux. 

## Biographie
Il commence sa carrière dans des compétitions officielles lors de l'hiver 2009-2010, avant de gagner une médaille d'argent au Festival olympique de la jeunesse européenne 2011 sur le sprint à Liberec. Il connaît d'importants succès aux Championnats du monde junior, décrochant au total cinq podiums. En 2012 à Erzurum, il gagne l'or au relais et l'argent au skiathlon. En 2013 à Liberec, il gagne l'or au relais et l'argent au quinze kilomètres et au skiathlon. Pendant plusieurs années, il est actif essentiellement dans la Coupe d'Europe de l'Est, y remportant deux manches.
En décembre 2017, il fait ses débuts en Coupe du monde, à Pyeongchang, où il prend la troisième place au sprint par équipes avec Nikita Kriukov. Sa première course individuelle a lieu en janvier 2018 à Dresde. Il marque ses premiers points un an plus tard au même endroit avec une 19e place.
En 2019, il est dans l'équipe du relais vainqueur à Ulricehamn en Coupe du monde avec Evgeni Belov, Alexander Bessmertnykh et Denis Spitsov et reçoit sa première sélection en championnat du monde à Seefeld. Lors la saison 2019-2020, il a marqué ses premiers points en distance, se classe neuvième du Tour de ski et améliore sensiblement son classement, devenant vingtième de la Coupe du monde.
En décembre 2020, avec une troisième place au quinze kilomètres de Davos derrière ses deux compatriotes Alexander Bolshunov et Andrey Melnichenko. Il prend part ensuite au Tour de ski, où il finit sur le podium sur l'étape en poursuite (style libre) à Val Müstair, ce qui l'aide à achever la compétition au cinquième rang, soit également son classement général final cet hiver en Coupe du monde. Sa deuxième sélection aux Championnats du monde en 2021 à Oberstdorf se déroule bien, puisqu'il finit cinquième du quinze kilomètres libre et remporte la médaille d'argent du relais avec Alexey Chervotkin, Ivan Yakimushkin et Alexander Bolshunov.
Au début de la saison 2021-2022, le Russe obtient un nouveau podium en terminant troisième de la poursuite à Ruka (avec le meilleur temps sur le tronçon final).

## Palmarès

### Championnats du monde
| Épreuve / Édition        | Sprint                           | Sprint                           | 15 km                            | 15 km                            | Skiathlon 2 × 15 km | 50 km | Relais | Relais                   |
| Épreuve / Édition        | libre                            | classique                        | libre                            | classique                        | Skiathlon 2 × 15 km | 50 km | Sprint | 4 × 10 km                |
| Mondiaux 2019 Seefeld    | 17e                              | Épreuve inexistante à cette date | Épreuve inexistante à cette date | —                                | —                   | —     | —      | —                        |
| Mondiaux 2021 Oberstdorf | Épreuve inexistante à cette date | -                                | 5e                               | Épreuve inexistante à cette date | -                   | -     | -      | Médaille d'argent, monde |

Légende :
- : pas d'épreuve
- — : Non disputée par Maltsev

### Coupe du monde
- Meilleur classement général : 5e en 2021.
- 2 podiums en individuel : 2 troisièmes places.
- 4 podiums en épreuve par équipes : 1 victoire, 1 deuxième place et 2 troisièmes places.

#### Courses à étapes
- Tour de ski :
  - 5e du classement final en 2020.
  - 1 podium d'étape.

#### Classements détaillés
| Saison / Épreuve | Saison / Épreuve | Général | Général | Distance | Distance | Sprint | Sprint |
| Saison / Épreuve | Saison / Épreuve | Class.  | Points  | Class.   | Points   | Class. | Points |
| ---------------- | ---------------- | ------- | ------- | -------- | -------- | ------ | ------ |
| 2019             | 2019             | 76e     | 49      | -        | -        | 38e    | 49     |
| 2020             | 2020             | 20e     | 404     | 20e      | 197      | 40e    | 48     |
| 2021             | 2021             | 5e      | 604     | 10e      | 298      | 11e    | 126    |

### Championnats du monde junior
- Erzurum 2012 :
  -  Médaille d'or au relais.
  -  Médaille d'argent au skiathlon.
- Liberec 2013 :
  -  Médaille d'or au relais.
  -  Médaille d'argent au dix kilomètres libre.
  -  Médaille d'argent au skiathlon.

### Festival olympique de la jeunesse européenne
- Liberec 2011 : 
  -  Médaille d'argent en sprint classique.

### Jeux mondiaux militaires
- Sotchi 2017 :
  -  Médaille d'or en sprint par équipes.

### Coupe d'Europe de l'Est
- 10e du classement général en 2015.
- 4 podiums, dont 2 victoires.

### Championnats de Russie
- Vainqueur du cinquante kilomètres libre en 2018.